# Centrale nucléaire de Tchernobyl
La centrale nucléaire de Tchernobyl (en ukrainien : Чорнобильська атомна електростанція), aussi désignée sous le nom officiel de « centrale nucléaire V. I. Lénine », est une centrale nucléaire à l'arrêt depuis 2000, située en Ukraine dans la ville de Pripiat (raïon de Tchernobyl), à 18 km au nord-ouest de Tchernobyl, 16 km de la frontière entre l'Ukraine et la Biélorussie, et environ 110 km au nord de Kiev.
Sa désignation est « entreprise d'État spécialisée - centrale nucléaire de Tchernobyl » (en russe : « Государственное специализированное предприятие Черно́быльская атомная электростанция »).
Le réacteur no 4 a été à l'origine de la catastrophe nucléaire de Tchernobyl en 1986, mais la centrale continua de fonctionner avec les autres réacteurs jusqu'en décembre 2000 alors que les villes de Tchernobyl et de Pripiat étaient pratiquement devenues des villes fantômes.
De 1986 à décembre 2000, jusqu'à 9 000 personnes ont travaillé à la centrale. Même à l'arrêt, elle emploie encore environ 3 000 personnes pour sa surveillance. Jusqu'en 1986, les travailleurs habitaient pour la plupart à la ville nouvelle de Pripiat construite en même temps que la centrale. En raison de l'évacuation de Pripiat après la catastrophe, les travailleurs habitent désormais Slavutych, une ville située à 45 km à l'est de la centrale en Ukraine. Elle a été construite pour remplacer Pripiat. Après 1986, un travail à Tchernobyl était attractif malgré les doses élevées de radioactivité, en raison des salaires exceptionnellement élevés et d'un rythme de deux semaines de travail / deux semaines de congés.
La centrale est prise par les forces armées de la fédération de Russie le 24 février 2022 lors de l'invasion de l'Ukraine. Après quelques semaines d'occupation le site est évacué par l'armée d'occupation russe ; durant ce laps de temps, les soldats, ignorants de la dangerosité du site, ont été contaminés par le simple rejet de poussières dues aux passages des chars et par le creusement de tranchées dans la forêt rousse à quelque distance de là (contamination de soldats russes).

## Géographie
La centrale nucléaire de Tchernobyl est située en Ukraine, dans une région de plaines appelée la Polésie. Elle a été construite sur le bassin du Pripiat, un affluent du Dniepr.
À trois kilomètres de la centrale se trouve la ville de Prypiat (qui s’est développée au début des années 1970 pour accueillir et loger les employés de la centrale alors en construction). Quant à la ville de Tchernobyl, elle est distante de 18 kilomètres de la centrale. Enfin, la capitale de l’Ukraine, Kiev, est à plus de 100 kilomètres au sud, et la frontière entre l'Ukraine et la Biélorussie est à 16 km au nord de la centrale.

## Historique

### Construction

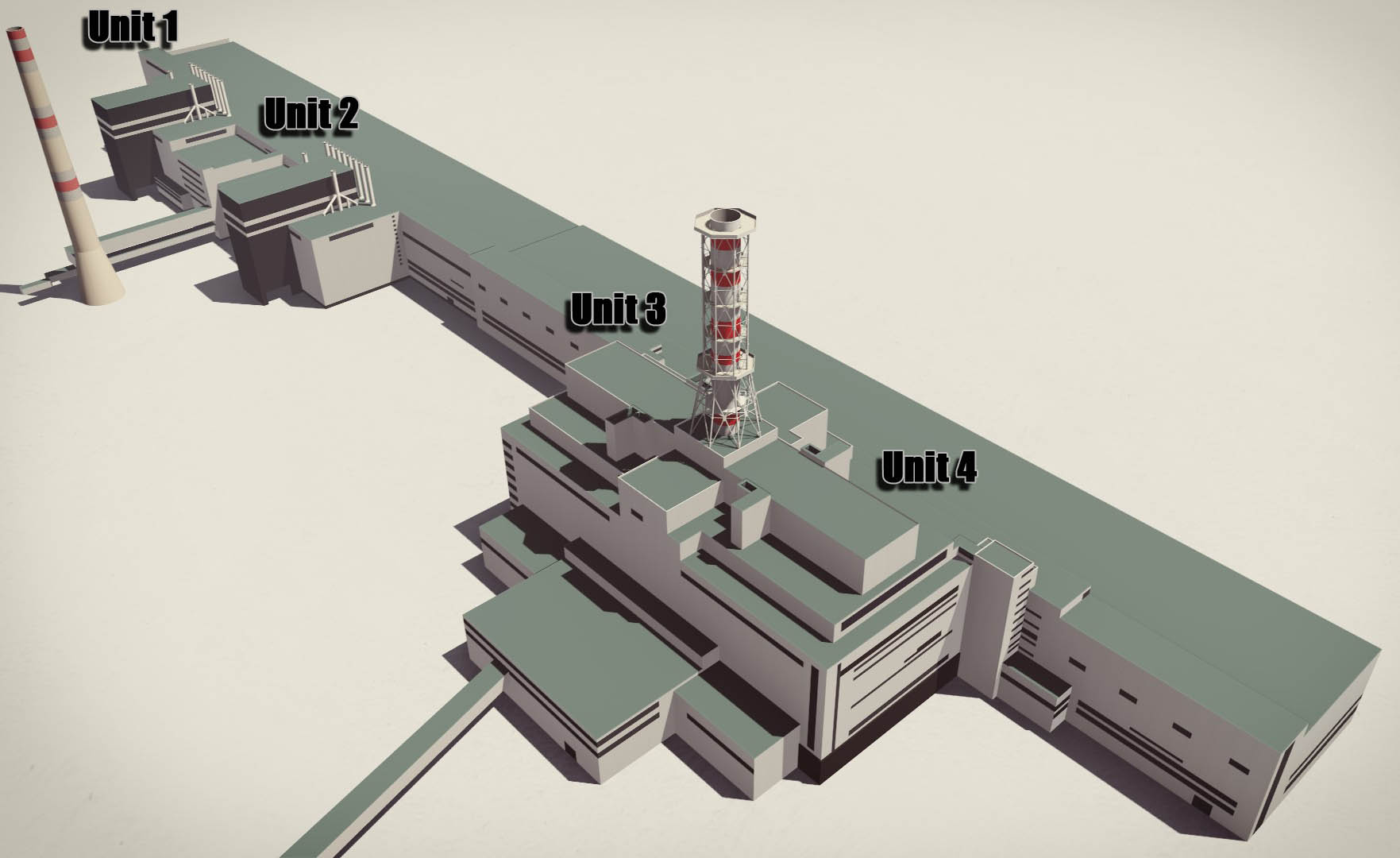
Plan 3D de la centrale.

Avant la catastrophe nucléaire de Tchernobyl, la centrale devait disposer à terme de douze réacteurs, ce qui en aurait fait la centrale atomique la plus puissante du monde.
La construction des réacteurs 1 et 2 débute respectivement en 1970 et 1973; le premier est connecté au réseau en 1977, le second, l’année suivante. La construction des réacteurs 3 et 4 débute respectivement en 1976 et 1979; ils sont connectés au réseau en 1981 et 1983. La construction des réacteurs 5 et 6, aussi d'une puissance de 1 000 MW, est interrompue à la suite de l'explosion du réacteur nº4 en 1986 avant d'être définitivement abandonnée en 1989.
En 1985, l’Union soviétique dispose de 46 réacteurs nucléaires alors en fonctionnement dans le pays, dont une quinzaine d’exemplaires de type RBMK 1000 d'une puissance électrique de 1 000 mégawatts chacun. À cette époque, la part du nucléaire en Union soviétique représente environ 10 % de l'électricité produite, et la centrale de Tchernobyl fournit 10 % de l'électricité en Ukraine.
Il est à noter que la disposition générale de la centrale et son aspect extérieur rappellent à s'y méprendre la centrale nucléaire de Koursk. Elles ont été construites durant la même période.
| Nom du Réacteur | Modèle    | Puissance Brute(Mwe) | Puissance Nette(Mwe) | Début de construction | Raccordement au Réseau | Mise en service commerciale | Statut                                      |
| --------------- | --------- | -------------------- | -------------------- | --------------------- | ---------------------- | --------------------------- | ------------------------------------------- |
| Tchernobyl-1    | RBMK-1000 | 800                  | 740                  | 01.03.1970            | 26.09.1977             | 27.05.1978                  | Mis à l’arrêt définitif le 30 novembre 1996 |
| Tchernobyl-2    | RBMK-1000 | 1000                 | 925                  | 01.02.1973            | 21.12.1978             | 28.05.1979                  | Mis à l’arrêt définitif le 11 octobre 1991  |
| Tchernobyl-3    | RBMK-1000 | 1000                 | 925                  | 01.03.1976            | 03.12.1981             | 08.06.1982                  | Mis à l’arrêt définitif le 15 décembre 2000 |
| Tchernobyl-4    | RBMK-1000 | 1000                 | 925                  | 01.04.1979            | 22.12.1983             | 26.03.1984                  | Détruit le 26 avril 1986                    |

### Catastrophe

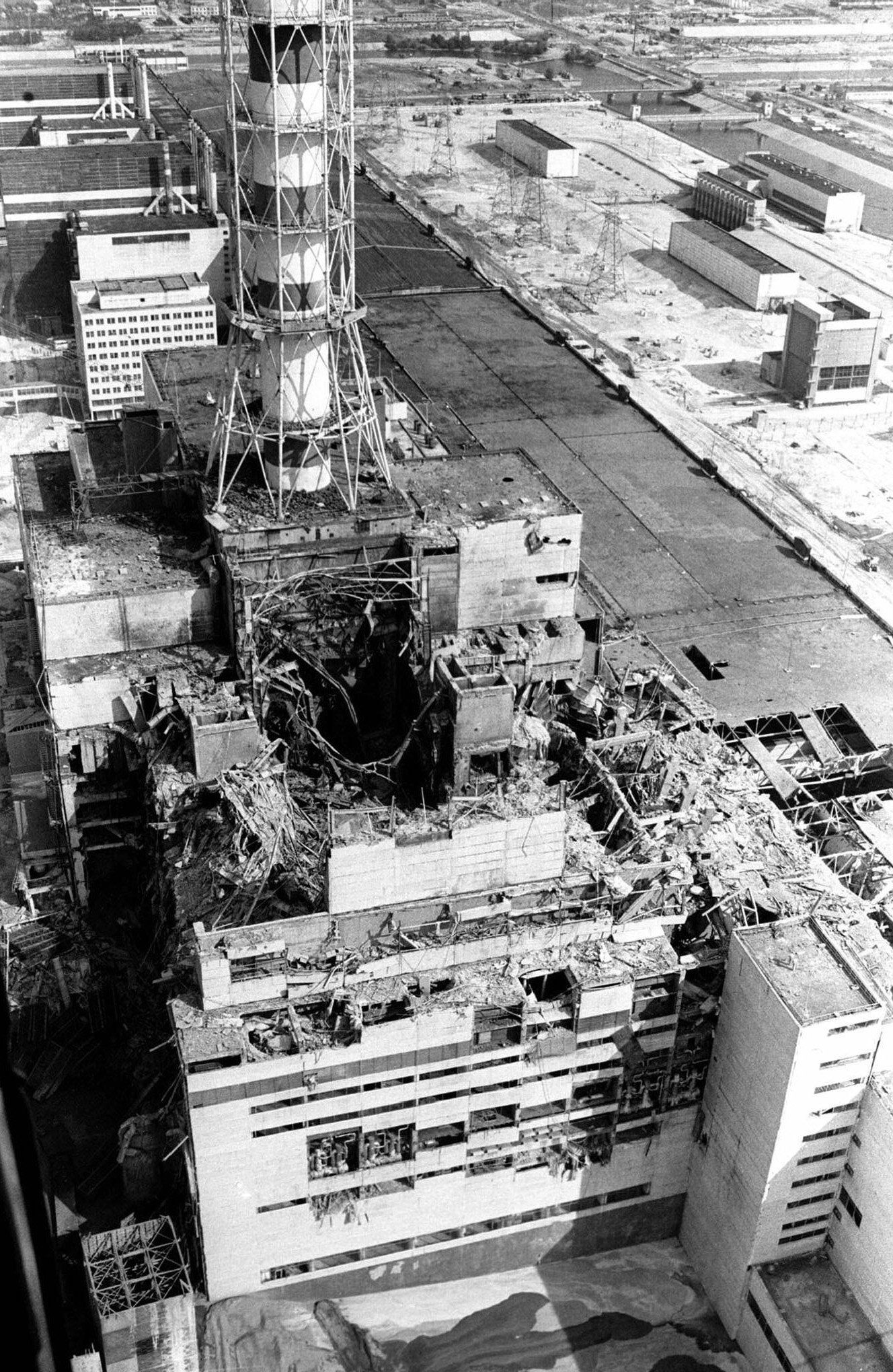
Bâtiment du réacteur 4 au début de la construction du sarcophage.

La catastrophe de Tchernobyl est un accident nucléaire majeur classé au septième et dernier niveau de l'échelle INES en raison de la fusion du cœur du réacteur numéro 4. Elle s'est produite le 26 avril 1986.

### Mise à l'arrêt des autres réacteurs de la centrale
À la suite de l'accident, les trois réacteurs restants furent d'abord arrêtés car le site était hautement contaminé par les radiations. Cependant, après un nettoyage à l'intérieur de la centrale et aux alentours, les réacteurs 1, 2 et 3 furent redémarrés à la fin de l'année 1986.
Le réacteur 2 subit un incendie de la salle des machines le 11 octobre 1991, à la suite duquel il ne fut pas redémarré en raison du coût élevé des réparations. Le réacteur 1 fut définitivement arrêté en novembre 1996. Le réacteur no 3, qui était le dernier réacteur encore en service à la centrale, fut arrêté définitivement le 15 décembre 2000 sous la condition d'une aide financière européenne. L'extinction suscita plusieurs réactions mitigées,.

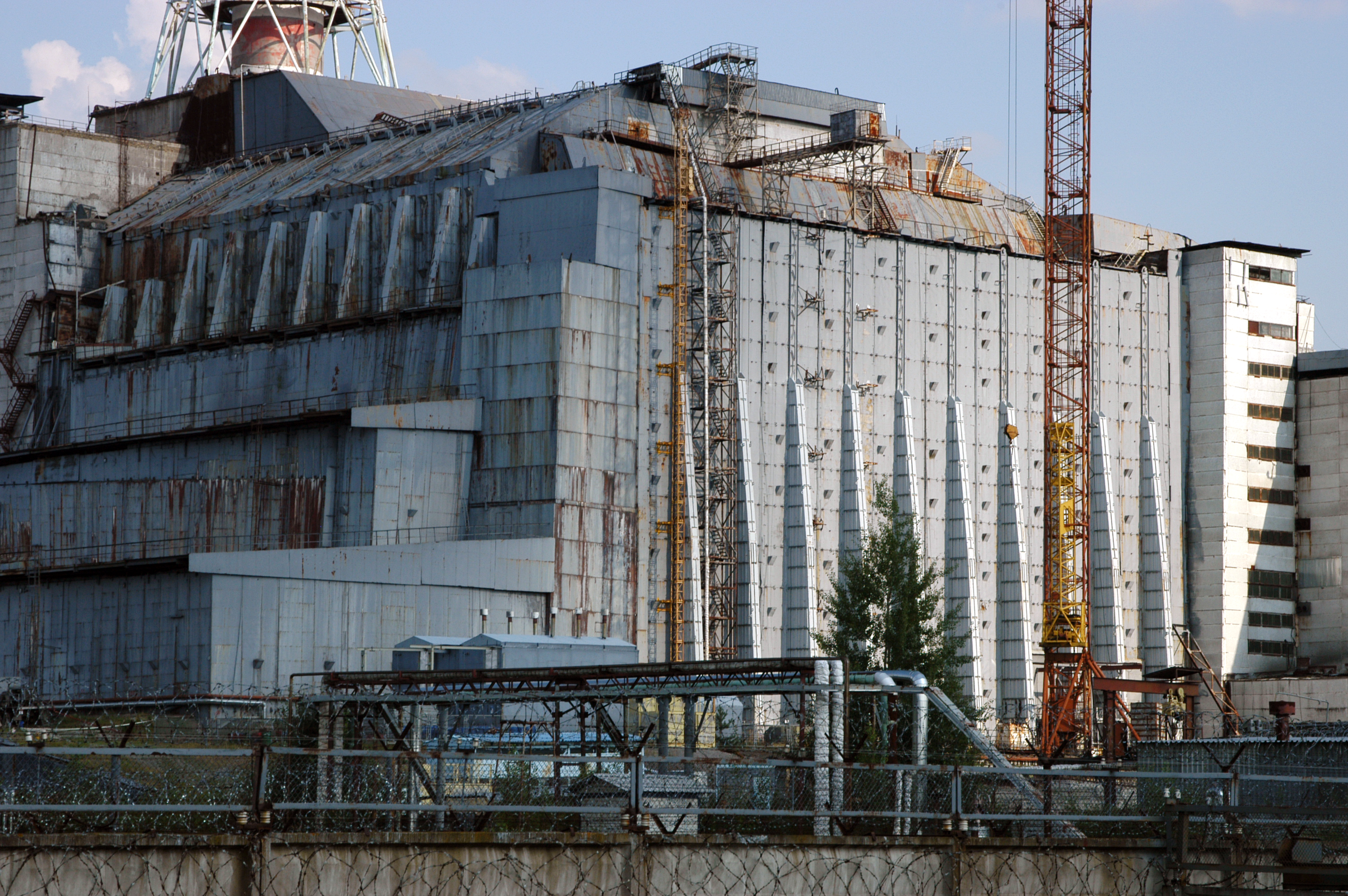
Vue du 1er sarcophage en 2005.

Les ruines du réacteur 4 resteront radioactives pendant les millénaires à venir. Le plutonium 239, qui est l'un des éléments radioactifs présents à l'intérieur du réacteur, a une demi-vie égale à 24 200 ans. En 1986, le réacteur fut emprisonné dans un sarcophage de béton construit par les liquidateurs et bardé d'acier, bourré de 300 000 tonnes de sable, d'argile, de plomb et de bore. Il nécessite une surveillance constante.

### Double sarcophage en prévision d'un futur démantèlement

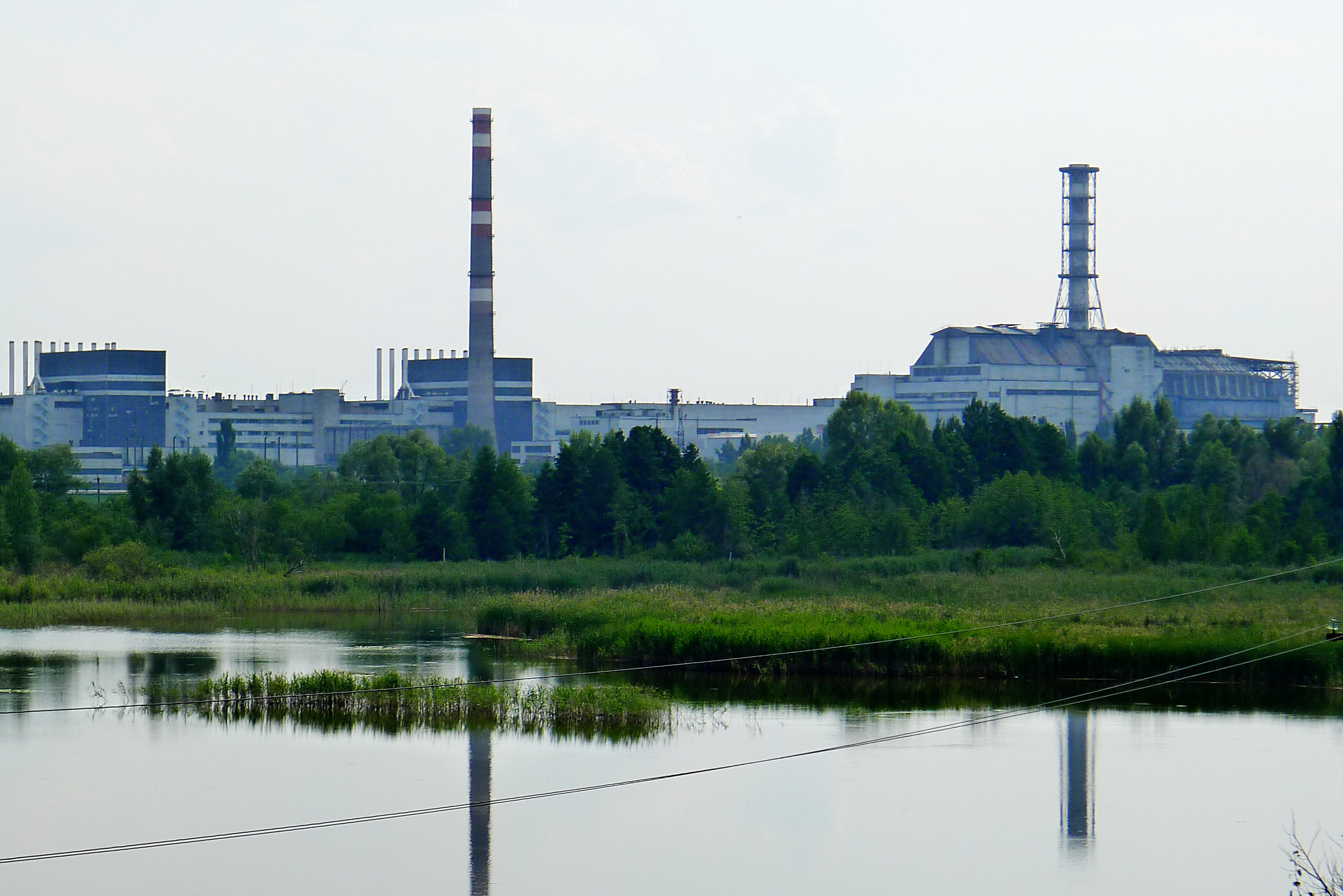
La centrale en 2011.

Le consortium français Novarka (associant les groupes français Vinci et Bouygues) a commencé, fin août 2010, la construction d'une nouvelle charpente métallique de 18 000 tonnes (ou 23 000 tonnes) qui recouvrira le premier sarcophage construit au-dessus du réacteur accidenté de la centrale nucléaire, fissuré en 2010 voire avant.
L'objectif est de permettre, à terme, c'est-à-dire dans plusieurs décennies, la démolition de l'ensemble, et des travaux sous abri.
La phase commencée en 2010 consiste à bâtir les pieux qui viendront soutenir la plate-forme munie de rails. Celle-ci doit permettre à l'enceinte de confinement d'être glissée sur la chape. Le sarcophage sera garanti un siècle. Le budget de l'opération est porté à 1,54 milliard d'euros en 2011, et financé principalement par les pays européens.

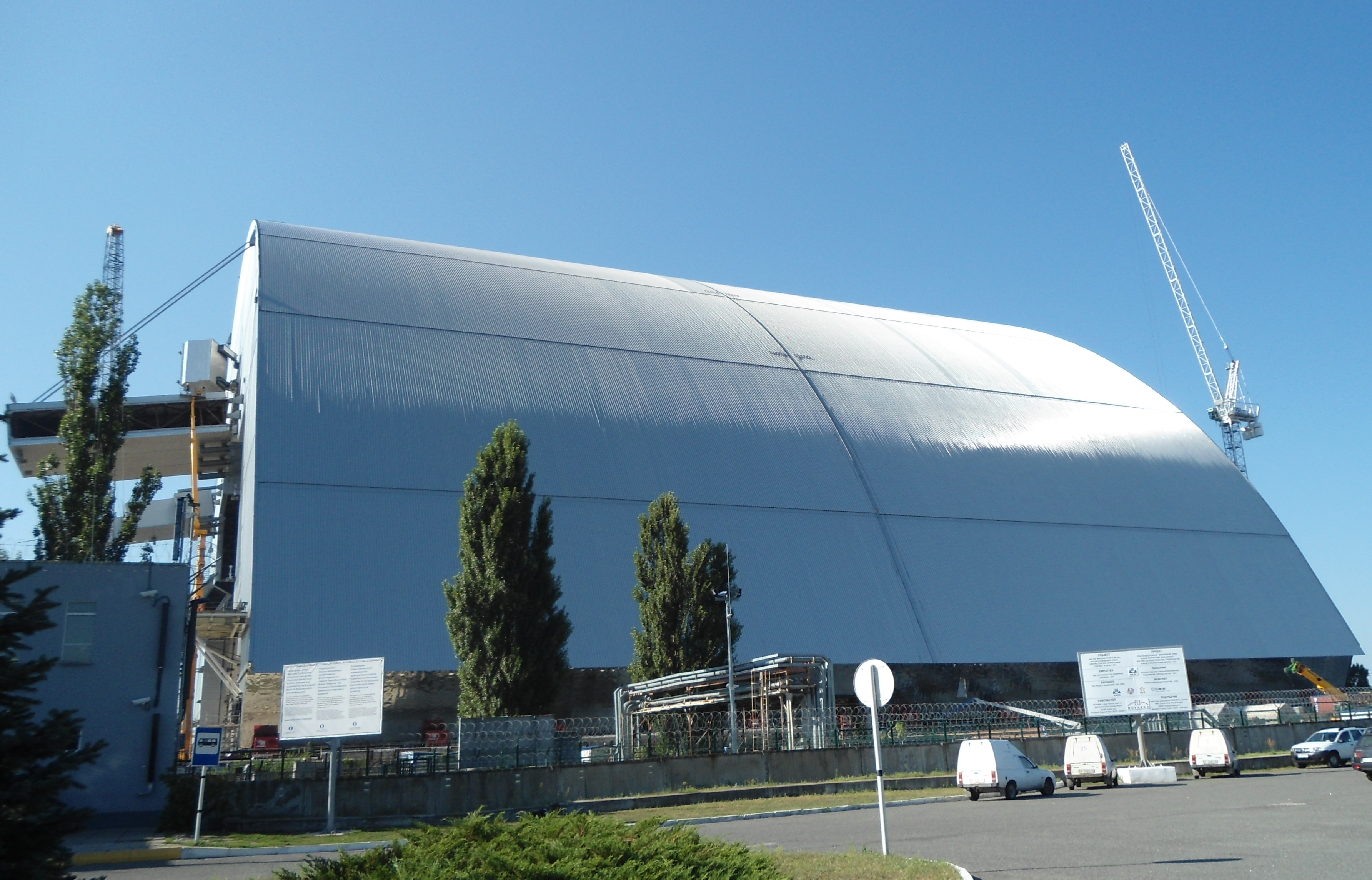
L'arche en 2016.

Le 12 février 2013, à « plus de 50 mètres du sarcophage qui recouvre le réacteur accidenté en 1986 », et à quelques dizaines de mètres du nouveau sarcophage alors en construction, la partie haute des murs de béton du « bâtiment des turbines » du réacteur accidenté, ainsi qu'une partie de la toiture métallique, se sont effondrés sur et dans la salle des turbines, endommageant environ 600 mètres carrés du bâtiment,. Selon un communiqué du consortium Novarka, cet effondrement résulterait de l'effet combiné du vent et du poids de la neige. Selon l'Agence ukrainienne des situations d'urgence, le mur en béton et le toit métallique qui se sont effondrés ont été construits après la catastrophe de 1986 mais ne font pas partie des éléments du sarcophage lui-même. En réponse à Greenpeace-Russie s'inquiétant de risques pour le sarcophage, Mme Roudenko a expliqué que « Tous les éléments instables ont été renforcés et, selon les conclusions d'experts, il tiendra au moins jusqu'en 2023 ». Ce bâtiment sera sous le futur second sarcophage, mais à ce stade, il y a eu plus de peur que de mal déclare l'IRSN

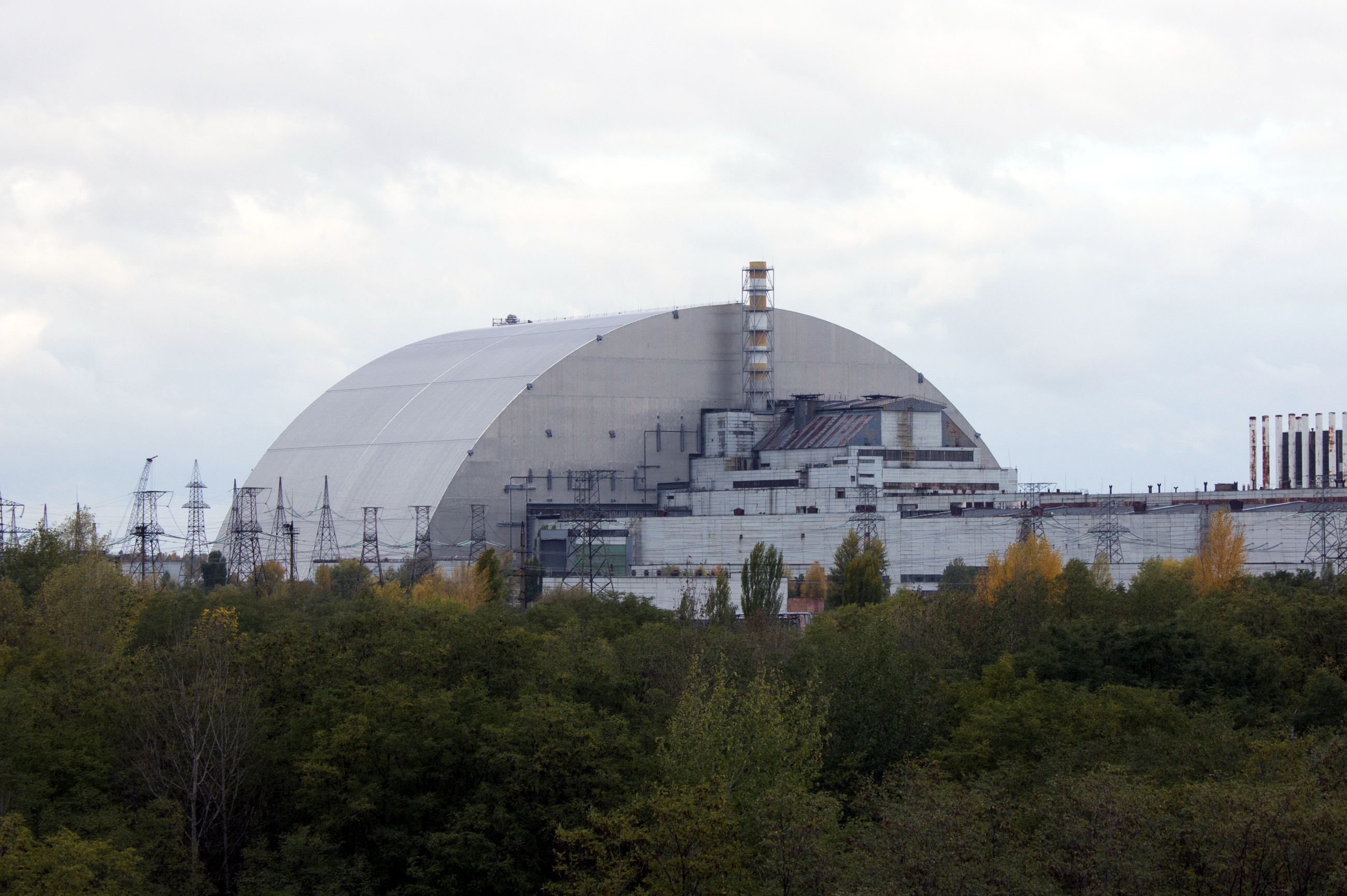
L'arche en 2017.

L'arche est mise en place en novembre 2016 avec plusieurs années de retard par rapport au projet initial qui prévoyait une mise en service en 2012. L'arche elle-même n'est complètement achevée qu'en décembre 2018, et n'est intégralement équipée qu'en janvier 2019.

### Le centre de stockage de déchets nucléaires
Le centre de stockage du combustible nucléaire usé (ISF-2) est conçu pour entreposer pendant environ 100 ans plus de 25 000 assemblages de combustible nucléaire usé provenant des réacteurs RBMK de la centrale nucléaire de Tchernobyl. Il est financé par le Nuclear Safety Account, fonds initié par le G7 et administré par la Banque européenne pour la reconstruction et le développement.
Areva s’engage à fournir l’installation pour l’été 2005 et démarre les travaux au printemps 2000. En avril 2003, l’Ukraine arrête le chantier en raison de « défauts de conception remettant en cause la sûreté en fonctionnement du centre de stockage ». L’installation d’Areva comporte un défaut de conception qui rend son utilisation impossible.
En 2014, le chantier est repris par la société américaine Holtec International (en). La mise en service officielle de l'installation a lieu en avril 2021.

### Prise de la centrale par la Russie lors de la guerre en Ukraine
En 2022, à l'occasion de la guerre en Ukraine à la suite de l'invasion par la Russie, l'Agence internationale de l'énergie atomique (AIEA) exprime ses inquiétudes sur la situation et appelle à « un maximum de retenue pour éviter toute action qui mettrait les sites nucléaires du pays en danger ». Une réunion du Conseil des gouverneurs de l'AIEA à Vienne, siège de l’agence, est organisé pour discuter des « risques réels » posés par le conflit entre la Russie et l'Ukraine. La résolution adoptée appelle la Russie à « cesser immédiatement les actions contre les sites nucléaires ukrainiens ». Le texte estime que cette guerre « pose des menaces graves et directes à la sécurité de ces lieux et de leur personnel », avec « le risque d'un accident ou incident nucléaire qui mettrait en danger la population de l'Ukraine, des États voisins et de la communauté internationale »,,,. La Russie prend le contrôle de la centrale nucléaire de Tchernobyl fin février 2022.
Le 8 mars 2022, l'AIEA indique que les systèmes permettant de contrôler à distance les matériaux nucléaires de la centrale de Tchernobyl  ont cessé de transmettre leurs données.
Plus de 200 techniciens et gardes sont bloqués sur le site, travaillant 13 jours d'affilée sous surveillance russe. L'AIEA a demandé à la Russie de les autoriser à effectuer des rotations, le repos et les horaires fixes étant essentiels à la sécurité du site.

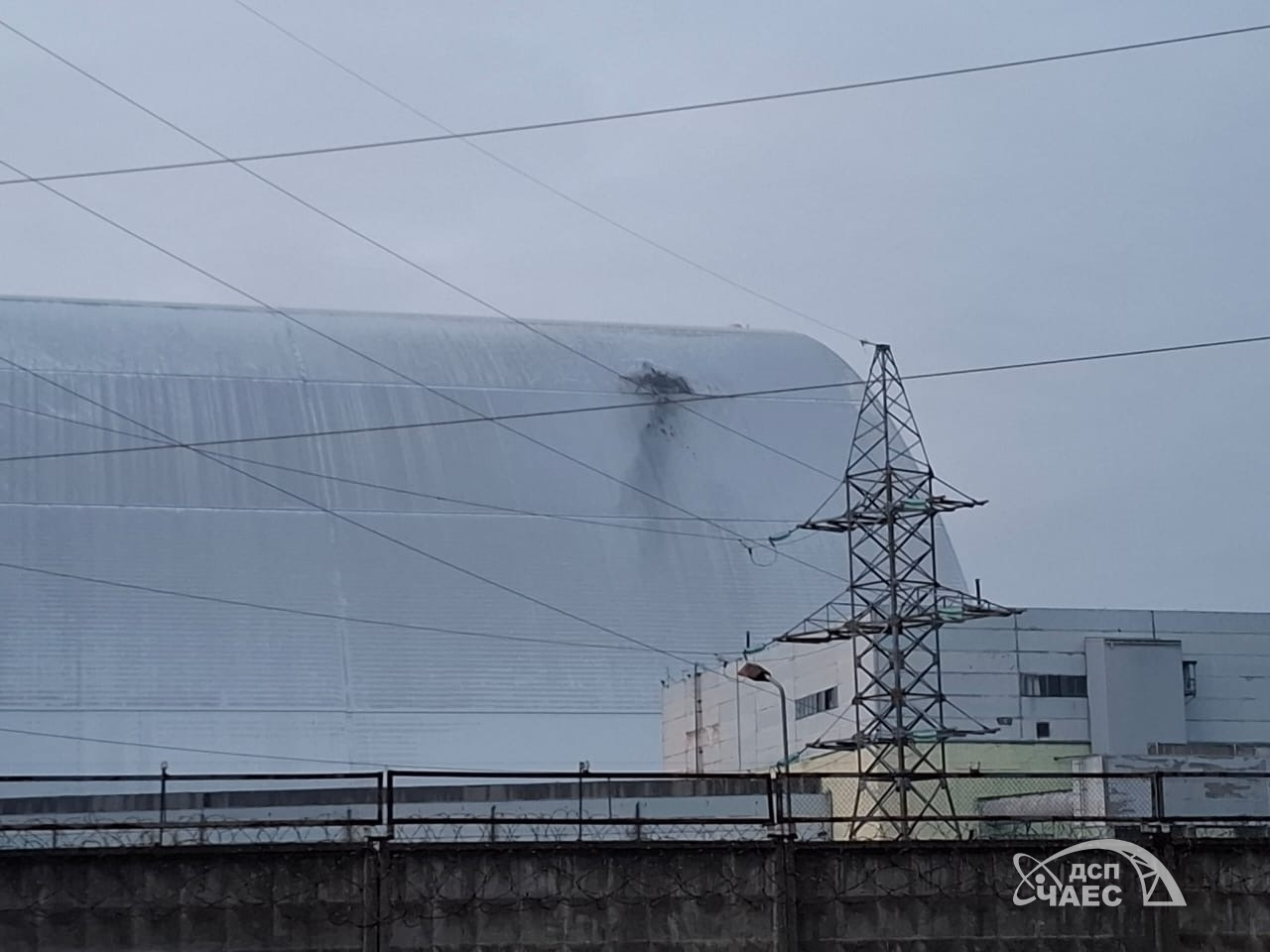
Impact dans l'arche de protection.

Le 9 mars 2022, la centrale et ses équipements de sécurités sont coupés du réseau électrique annonce l'opérateur ukrainien Ukrenergo. Selon l’AIEA il n'y a pas « d’impact majeur » à ce stade mais elle dénonce la violation des règles fondamentales de sûreté nucléaire. La coupure électrique a ravivé les craintes sur l’état des installations nucléaires, et notamment la capacité de refroidissement du combustible radioactif stocké dans les piscines de refroidissement sur le site,.
La centrale de Tchernobyl n’est plus occupée par les troupes russes depuis le jeudi 31 mars 2022, selon les autorités ukrainiennes. L’AIEA confirme que le transfert de responsabilité du contrôle de la centrale aux autorités ukrainiennes avait été formellement noté « par écrit ».
Début avril 2022, la centrale est de nouveau sous contrôle ukrainien.
Le 13 février 2025, pendant la nuit de jeudi à vendredi, une attaque de drones frappe l'arche de la centrale de Tchernobyl à une hauteur de 87 mètres. Les niveaux de radiation à l'intérieur et à l'extérieur sont restés normaux et stables. Aucune victime n'a été signalée. Une photo montre les dommages subis par le bouclier géant, fait de béton et d'acier.

## Caractéristiques techniques

### Type de réacteur
Les quatre réacteurs nucléaires électrogènes de cette centrale sont de type RBMK, de conception soviétique, et peuvent produire sur demande du plutonium de qualité militaire,.

Schéma simplifié d'un RBMK.

Schéma détaillé d'un RBMK.

### Cœur du réacteur
Le cœur d'un réacteur RBMK a la forme d´un cylindre d’environ 14 mètres de diamètre pour sept mètres de hauteur, soit un volume vingt fois plus important que celui d’un réacteur à eau pressurisée (qui fait une hauteur d'environ quatre mètres pour un diamètre d'environ quatre mètres). Il est constitué de briques de graphite de section carrée, percées d'un trou axial pour le passage des tubes de force,. Les tubes de force sont au nombre d'environ 2 500 ; 1 661 contiennent le combustible, les autres contiennent les barres de contrôle et les systèmes d'instrumentation du cœur,.
Les 200 barres de pilotage (ou barres d'arrêt) sont réparties dans le cœur du réacteur. Elles sont mobiles et ont la capacité d'absorber les neutrons. Elles ont pour rôle de contrôler la réactivité, c’est-à-dire la réaction de fission nucléaire. Un retrait des barres a pour conséquence une montée en puissance du réacteur, une insertion des barres produit l’effet inverse.

### Machine de rechargement en combustible
La machine de chargement permet de renouveler en continu, c'est-à-dire sans nécessiter l'arrêt du réacteur, le combustible situé dans les tubes de force. Cette machine est située dans un hall sur une dalle d’environ 2 000 tonnes positionnée au-dessus du cœur du réacteur.

### Confinement
Le réacteur ne possède pas d’enceinte de confinement contrairement aux réacteurs à eau pressurisée. Il est équipé de compartiments étanches permettant, à Tchernobyl, de faire face à la rupture d´un seul tube de force.
En dessous du bâtiment abritant le réacteur et ses circuits annexes se trouve une piscine de suppression de pression en cas de rupture d'un composant.

### Principes de fonctionnement du réacteur
Le combustible utilisé pour le fonctionnement du réacteur est de l’oxyde d'uranium enrichi de 2 % en uranium 235. Il est logé dans les tubes de force répartis dans les briques de graphite, formant ainsi le cœur du réacteur. Le graphite a un rôle de modérateur, c’est-à-dire qu’il ralentit les neutrons et maintient la réaction en chaîne. De l'eau circule dans les tubes de force et autour du combustible. En se réchauffant et en bouillant, cette eau assure le refroidissement du combustible. Elle produit de la vapeur qui, à sa sortie des tubes, est directement utilisée pour actionner les turbines. Des barres de contrôle et d´arrêt du réacteur fortement absorbantes de neutrons, sont réparties dans tout le cœur du réacteur pour piloter celui-ci. Un réacteur de type RBMK est donc un réacteur à uranium légèrement enrichi, modéré au graphite et refroidi à l’eau bouillante.

### Défauts structurels du réacteur
L'accident du réacteur Nº4 de Tchernobyl du 26 avril 1986, a mis en évidence les faiblesses intrinsèques de conception de ce type de réacteur, notamment :
- Les instabilités de fonctionnement du réacteur à faible puissance dues au coefficient de vide qui devient positif et l'emporte sur le coefficient de température négatif.

Un coefficient de température négatif signifie qu'une augmentation de température du combustible entraine une diminution du nombre de neutrons disponibles pour maintenir la réaction de fission en raison de l'agitation thermique créée absorbant une partie des neutrons (effet Doppler). A contrario, en raison de l'élévation de la température, l'eau liquide présente dans le cœur est transformée en vapeur au contact du combustible, créant un vide. La vapeur d'eau moins dense, capture donc moins de neutrons qui sont donc davantage disponibles pour la fission ce qui accroit une augmentation de puissance qui provoque une nouvelle augmentation de température, donc davantage de vapeur, et ainsi de suite...
En temps normal, le coefficient négatif du combustible l'emporte sur le coefficient de vide positif de l'eau sauf dans le cas d'un fonctionnement à basse puissance ou c'est l'inverse, à moins de 20 % de la puissance du réacteur, ce qui est arrivé dans les circonstances créés par l'équipe des opérateurs lors de l'accident de Tchernobyl. Cet effet « déstabilisant » rend difficile le contrôle du réacteur qui peut devenir sujet à une excursion nucléaire,.
- La lenteur d'insertion des barres d´arrêt d'urgence dont la durée d'insertion est de l’ordre de 18 secondes pour un réacteur RBMK (contre 2 secondes pour celle des réacteurs occidentaux). Cette lenteur retarde l'étouffement de la réaction en chaine en cas d'urgence[42],[43].
- Un défaut de conception des barres d'arrêt d'urgence : celles ci sont constituées d'un absorbeur de neutrons et inhibiteur de la fission nucléaire, le bore, mais l'extrémité de ces barres est faite de graphite, matériau modérateur neutronique et activateur de la fission. Après un retrait total, le début de la ré-insertion des barres provoque une augmentation de puissance au lieu d'une diminution, en raison du graphite. Cela a contribué à amplifier la catastrophe en raison de la rupture de plusieurs tubes de force empêchant leur insertion complète dans le cœur et créant en retour une amplification de la réaction en chaîne en son sein. La puissance s'est trouvé multiplié par 100, conduisant à une surpression de vapeur faisant sauter la dalle de 2 000 tonnes recouvrant le réacteur. Dans les 3 secondes suivantes, une seconde explosion d'hydrogène se déclenche, due à la radiolyse de l'eau provoquée au cœur du réacteur par la diminution du débit des pompes d'alimentation en eau due à l'exercice en cours[43],[2].
- L'absence d'enceinte de confinement autour du réacteur qui aurait pu limiter ou ralentir la diffusion des matières nucléaires.

L'ensemble de ces défauts a été exposé en détail par l'ingénieur en génie atomique, Grigori Medvedev, qui fut envoyé en mission sur le site du 8 au 16 mai 1986, dans son ouvrage La vérité sur Tchernobyl paru en France en 1990 chez Albin Michel.